# Thermoproteota
Os crenarqueotas ou Crenarchaeota (também chamados Crenarchaea, eócitos ou Eocyta) são um filo do domínio Archaea, que compreende essencialmente termófilos e hipertermófilos (i.e., organismos com temperatura de crescimento ótima elevada, no caso dos hipertermófilos >80°C). É um dos maiores filos do domínio Archaea, a par dos Euryarchaeota. 
Organismos modelos comuns para estudar a fisiologia e genética dos Crenarchaeota incluem Sulfolobus acidocaldarius e Sulfolobus solfataricus.

## Classificação
- Filo Crenarchaeota Garrity & Holt 2001
  - Classe Thermoprotei Reysenbach 2002
    - Ordem Thermoproteales Zillig & Stetter 1982
    - Ordem Desulfurococcales Huber & Stetter 2002
    - Ordem Sulfolobales Stetter 1989
    - Ordem Acidilobales Prokofeva et al. 2009
    - Ordem Fervidicoccales Perevalova et al. 2010